# Doktor Kaljusjnyj
Doktor Kaljusjnyj (russisk: Доктор Калюжный) er en sovjetisk film fra 1939 instrueret af Erast Garin.

## Medvirkende
- Boris Tolmazov som Kaljuzjnyj
- Marija Barabanova som Timofeitj
- Jurij Tolubejev som Grigorij Parkhomenko
- Janina Zjejmo som Olga
- Arkadij Rajkin som Monja Sjapiro